# Bůh je mi strachem
Bůh je mi strachem (v originálu Trembling Before G-d) je americko-francouzsko-izraelský dokumentární film z roku 2001, který režíroval Sandi Simcha DuBowski podle vlastního scénáře. Film zachycuje homosexualitu v prostředí ortodoxních židů.

## Děj
Film sleduje život několika homosexuálních ortodoxních židů, kteří se snaží najít soulad mezi svou vírou a svou sexuální orientací. Ve filmu vystupují též rabíni a židovští psychoterapeuti, kteří jsou v rozhovorech dotazováni na vztah ortodoxního judaismu k homosexualitě.
Někteří vystupující chtěli zůstat během natáčení nepoznáni. Ve filmu vystupují převážně gayové a lesby z USA, méně jsou zastoupeni židé z Izraele a Velké Británie.

## Ocenění
- Washington Jewish Film Festival: cena diváků (zvláštní ocenění)
- Sundance Film Festival: velká cena poroty (nominace)
- Seattle Gay and Lesbian Film Festival: cena diváků za nejlepší dokument
- Outfest: velká cena poroty za dokumentární film
- Chicago International Film Festival: zlatá plaketa
- Berlínský mezinárodní filmový festival: Cena Dona Quichota (zvláštní ocenění); Teddy Award: nejlepší dokument
- Glitter Award: nejlepší dokument
- Independent Spirit Award: Truer Than Fiction (nominace)
- Mediální cena GLAAD: Outstanding Dokumentation
- Satellite Award: nejlepší dokument na DVD (nominace)

## Soundtrack
- Filmworks IX: Trembling Before G-d